# Ramja Deurali
Ramja Deurali – gaun wikas samiti w zachodniej części Nepalu w strefie Dhawalagiri w dystrykcie Parbat. Według nepalskiego spisu powszechnego z 2001 roku liczył on 527 gospodarstw domowych i 2395 mieszkańców (1314 kobiet i 1081 mężczyzn).